# 潮州朝林宮
22°32′44″N 120°34′06″E / 22.545591°N 120.568380°E
潮州朝林宮，是位於臺灣屏東縣潮州鎮泗林里的哪吒廟，為泗林、四春及崙東里的聯合庄廟，列屏東縣定古蹟。

## 廟宇沿革
朝林宮原是陳氏宗祠，1909年三個陳姓家族獻地建廟，取得阿緱廳長佐佐木基的建廟許可。
日治時期因政治原因，廟方以「泗林農事實行組合」的農事團體名義辦理登記，但戰後時期因證明文件散失，導致廟身被更正登記為國有財產。1973年，時任里長的陳榮皆，為辦理寺廟登記，只好借用廟旁紀朝河家門牌地址使用。2002年3月，廟方以每平方公尺新台幣200元的公告地價，從國有財產局手中將廟宇買回，並正式登記為廟產。廟董鄭銀奮於2019年上任後，透過屏東縣政府民政處戶政科、文資所、潮州鎮長周品全、主任秘書王建元及潮州鎮公所團隊、潮州鎮民代表主席陳貞亮協助，廟宇才在2020年6月12日起掛上自己的門牌「明倫路2號」。

## 文資保護
建築整體格局屬合院式建築，除正殿外，兩側廂房分立對稱，上有燕尾翹脊與馬背造型。之所以外觀與一般廟宇配置不同，是因建築原為宗祠。外觀為燕尾屋脊，中央設一葫蘆的剪黏裝飾，前殿山牆山花為獅頭剪黏，後殿山牆山花為琴棋書畫、前後殿正脊各有鯉魚吐漕、火龍珠及雙龍形式。由於老舊失修，原先水車堵的交趾陶被悉數遭竊。廟方人員陳雪娥表示，兩旁廂房入口處有「共同倉庫」、「眾議公室」等浮字，此廟也是當地早期農、水產交易、議事地點。
泗林里里長李正順爭取將廟身為古蹟，與主張拆除重建的民眾意見分歧，因此他想以里民大會作最後公決。為平息紛爭，2004年10月21日傍晚，廟方趁農曆九月九日中壇元帥聖誕遶境期間，董事長李正課帶領信眾舉行中壇元帥降臨儀式，最後乩童表達優先爭取列入古蹟的決定。2006年4月，廟方主動提出申請。在文化資產審議中，評審以朝林宮為泗林、四春及崙東里的聯合庄頭廟，且建築工藝文化資產價值等原因，於該年5月公告為縣定古蹟。之後，縣府委託永達技術學院建築系教師賴福林進行規畫調查研究。
2009年，莫拉克颱風導致建築嚴重受損，由文化部專案補助新台幣1,100萬。2011年3月開工，至2012年9月28日舉行完工安座儀式，由屏東縣長曹啟鴻帶領眾信祭拜主神哪吒。

## 觀光活化

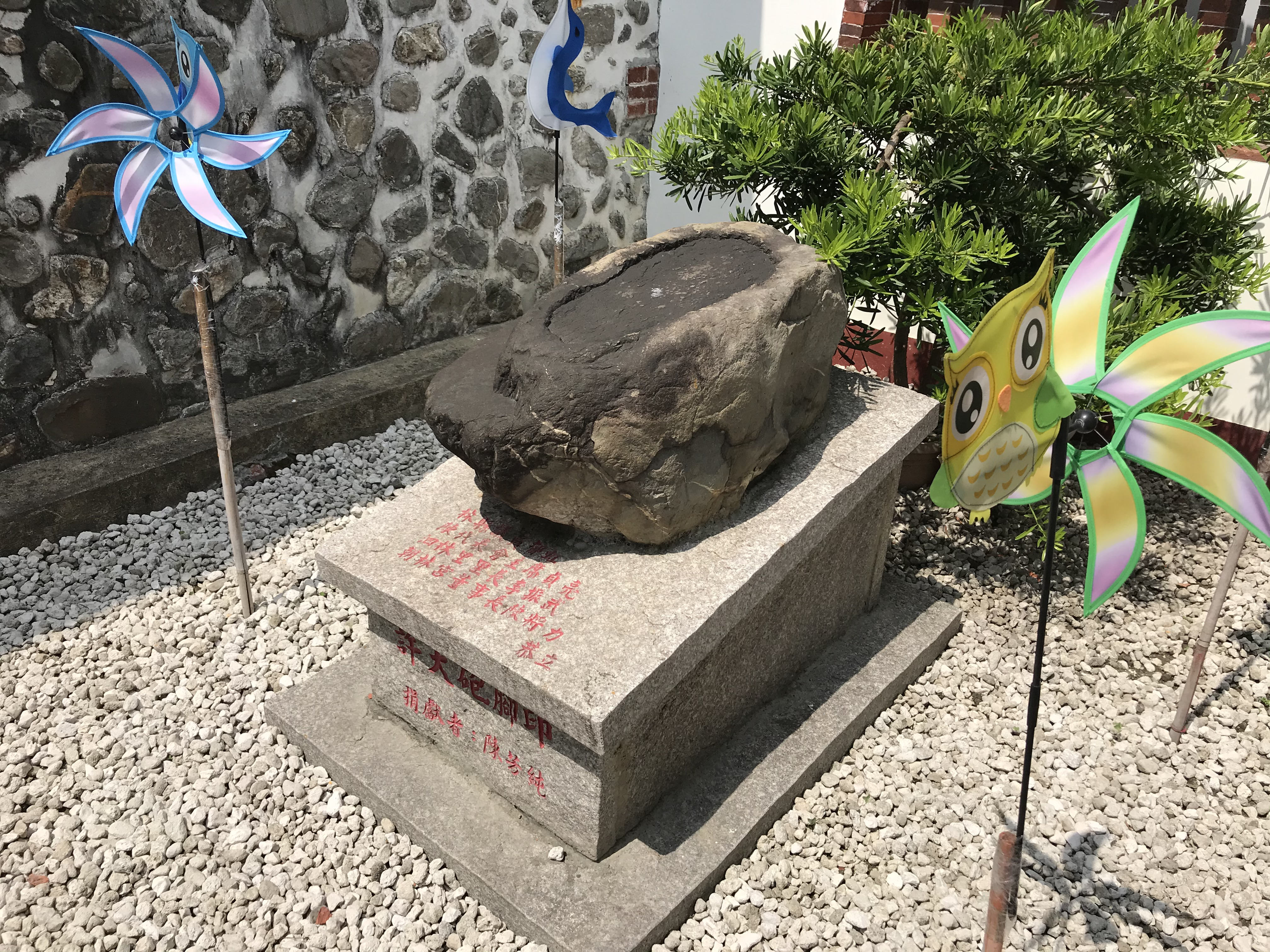
大腳仙裝飾

里長李正順於2003年原計畫將廟埕一角設置農產品與地方小吃販售區，並在庄內林後路種植五百多株小葉欖仁，讓朝林宮與潮州8大森林樂園結成農產與觀光聯盟，並到年底前將廟身爭取列入古蹟保護。
到2006年廟埕依然無攤販承租，但林蔭已在2009年成為觀光景點。2021年，潮州鎮公所決定在四林國小增設Pbike租賃站，以使觀光客可騎車前來朝林宮、泗林綠色隧道、森林園區休閒遊憩。